# Мертенс, Ян
Ян Мертенс (нидерл. Jan Mertens; 2 марта 1904, Хобокен — 21 июня 1964, Хобокен) — бельгийский профессиональный шоссейный велогонщик в 1926-1931 годах.  Победитель однодневных велогонок: Схал Селс (1926), Тур Фландрии (1928).

## Достижения
1922
3-й Бенш — Шиме — Бенш
1926
1-й Схал Селс
2-й Схелдепрейс
1927
1-й  — Этап 2 Тур Бельгии
1928
1-й Тур Фландрии
3-й Схелдепрейс
4-й Тур де Франс — Генеральная классификация
1929
4-й Тур Фландрии
6-й Париж — Рубе
1930
3-й Чемпионат Бельгии по велокроссу

## Статистика выступлений

### Гранд-туры
| Гранд-тур      | 1926 | 1927 | 1928 | 1929 | 1930 |
| -------------- | ---- | ---- | ---- | ---- | ---- |
| Джиро д’Италия | —    | —    | —    | —    | —    |
| Тур де Франс   | 26   | —    | 4    | —    | 15   |

| — | Не участвовал |